# ماجد التميمي
ماجد التميمي من مواليد 21 أغسطس 1971، هو لاعب رماية سعودي. شارك في الألعاب الأولمبية الصيفية 2012 وحل في المركز 29 بمجموع 111 نقطة.

## روابط خارجية
- ماجد التميمي على موقع الاتحاد الدولي (الإنجليزية)
- ماجد التميمي على موقع أوليمبيديا (الإنجليزية)